# Soli sulla luna/Ahi
Soli sulla luna/Ahi è il ventiduesimo 45 giri della cantante pop italiana Raffaella Carrà, pubblicato e distribuito nel 1983 dall'etichetta discografica Dischi Ricordi.

## Il disco
In seguito al grande successo di Fantastico 3, la cantante viene invitata ad esibirsi come super ospite al Festival di Sanremo 1983 e alla kermesse promuoverà entrambi i brani di questo singolo, inciso appositamente per l'occasione e registrato "in fretta e furia" come dichiarato dalla stessa artista.
Ha raggiunto la trentatreesima posizione nella classifica settimanale dei 45 giri più venduti nel 1983.
Entrambi i brani sono stati inseriti nella raccolta in due CD Raffica - Balletti & Duetti del 2008.
Nel 2018 la Dischi Ricordi pubblica un CD maxi single (Dischi Ricordi 10977) con i due pezzi, le corrispondenti versioni strumentali e Solos con la luna edizione in spagnolo di Soli sulla luna.

## Tracce
Lato A
1. Soli sulla luna – 3:05 (testo: Depsa – musica: Angelo Valsiglio, Daniele Pace; edizioni musicali Anteprima)

Lato B
1. Ahi – 3:10 (testo: Depsa – musica: Angelo Valsiglio, Daniele Pace; edizioni musicali Jubal)